# Machadinho d'Oeste
Machadinho d'Oeste là một đô thị thuộc bang Rondônia, Brasil. Đô thị này có diện tích 8509,27 km², dân số năm 2007 là 29548 người, mật độ 3,47 người/km².